# Dienestrol diacetate
Diestet diacetate (tên thương hiệu Faragynol, Gynocyrol) là một estrogen tổng hợp không steroid của nhóm stilbestrol. Nó là một ester của dienestrol. Bản mẫu:Oral potencies of estrogens